# Lijst van bisschoppen van Rotterdam
Onderstaand volgt een lijst van bisschoppen van het bisdom Rotterdam, een Nederlands rooms-katholiek bisdom.
| Bisschop van Rotterdam | Bisschop van Rotterdam | Bisschop van Rotterdam                                               |
| ---------------------- | ---------------------- | -------------------------------------------------------------------- |
| 1956 - 1970            | Martinus Jansen        |                                                                      |
| 1970 - 1983            | Ad Simonis             | 1982 - 1983: Philippe Bär (hulpbisschop)                             |
| 1983 - 1993            | Philippe Bär OSB       |                                                                      |
| 1994 - 2011            | Ad van Luyn SDB        | 2011: Ad van Luyn (apostolisch administrator gedurende vier maanden) |
| 2011 - heden           | Hans van den Hende     |                                                                      |